# Bloodline (komiks)
Bloodline – francuska seria komiksowa autorstwa pary scenarzystów Anne i Gérarda Guéro, tworzących pod wspólnym pseudonimem Ange, i rysowników: Alberto Varandy (tomy 1–3) i Louisa-Xaviera Valtona (tom 4). Seria ukazała się w latach 1997–2002 nakładem wydawnictwa Vents d’Ouest. Po polsku Motopol – Twój Komiks opublikował trzy pierwsze tomy cyklu.

## Fabuła
Seria opowiada o dwójce rodzeństwa, Kevinie i Lauren, którzy próbują rozwikłać zagadkę zabójstwa ich rodziców w Toskanii. Trop wiedzie ku innej podobnej zbrodni.

## Tomy
| Tom | Tytuł i rok wydania polskiego    | Tytuł i rok wydania oryginalnego |
| --- | -------------------------------- | -------------------------------- |
| 1   | Czerwony księżyc (2002)          | Lune rouge (1997)                |
| 2   | Obława (2003)                    | La traque (1998)                 |
| 3   | Rekonstrukcja przeszłości (2003) | Passé recomposé (1998)           |
| 4   |                                  | Entre les mondes (2002)          |